# Bariai jezik
Bariai jezik (kabana; ISO 639-3: bch), jedan od četiri Bariai jezika, šire skupine ngero, kojim govori 1 380 ljudi (1998 SIL) istočno od rta Gloucester u provinciji Zapadna Nova Britaniji, Papua Nova Gvineja.  
U upotrebi je i tok pisin [tpi]. Pismo: latinica.

## Vanjske poveznice
- Ethnologue (14th)
- Ethnologue (15th)